# Максімо Сантос
Максімо Беніто Сантос Барбоса (ісп. Máximo Benito Santos Barbosa; Пандо, Канелонес, 15 квітня 1847 - Буенос-Айрес, 19 травня 1889)  — уругвайський солдат і політик, Президент Республіки між 1882 і 1886 роками. 

## Біографія
Народження Максимо Беніто Сантоса було зареєстровано в Парафії Непорочного Зачаття Пандо.  Його сім'я оселилася в сільській місцевості Пандо.  Він був шостою дитиною в шлюбі з Хоакіном Сантосом і Марією Альдіною Барбоса, яка вийшла заміж у Серро Ларго, де народилися їхні перші діти.  Марія Алдіна Барбоса мала бразильських предків.  Батько Сантоса і його діти використовують прізвище Сантос як "де-лос-Сантос".  

### Військова кар'єра
Перед початком своєї військової кар'єри Сантос був зайнятий в торгівлі, потім в якості бригадира в загоні автомобілістів.  Він добровільно вступив до армії.  Його дружба з Лоренцо Латорре привела його від сержанта до командира 5-го Казадорес.  Він був другим лейтенантом, 1-м лейтенантом і капітаном.  Сантос стверджував, що він служив у батальйоні «Соса», і що просування по службі було надано йому в поході генералами Борхесом, Суаресом і Енріке Кастро, на його службі в боротьбі з революцією Тимоте Апарісіо .

### Президентство
Він був військовим міністром під керівництвом Франциско Антоніно Відаля Сільви.  Після відставки за станом здоров'я Сантос був обраний президентом республіки 1 березня 1882 року, у віці 35 років, протягом чотирьох років.  Завершуючи свій мандат, він був обраний, як і його наступник Франциско Антоніно Відал Сільва, але він знову подав у відставку 24 травня 1886 року, знову прийнявши першу магістратуру. 
Єдиним шляхом було обрати президента Сенату, а потім президента республіки, щоб піти у відставку (тоді не було віце-президента).  Але сенатори були обрані відомчим реєстром, а головні червоні лідери вже були висунуті їхніми департаментами, тому Сантос не мав жодних шансів дійти до парламенту.  Потім, згідно із законом № 1.854 від 30 грудня 1885 року, відділ Флоресу був створений з території, що належала 3-ї судової секції департаменту Сан-Хосе.  Відаль був обраний сенатором Флоресом у 1885 році, а в 1886 році - президентом Республіки (непрямі вибори).  Сантос, його заступник, залишався президентом Сенату.  Після відставки Відаля до президентства в 1886 році Сантос знову приєднався до президентства.  Безперервність Сантоса була підготовлена без поміркованості між ним і Валідою. 
Хоча він був членом партії Колорадо, Сантос був незалежним і через це не мав жодної корпоративної підтримки: він протистояв Церкві, масонам, аристократам (лікарям) і опозиції, і навіть секторам своєї партії.  Однак у своєму мандаті він домігся глибоких змін, які підготували країну, що розвивається, стати сучасною державою. 
Великиму «переобранню» Сантоса чинили опір прихильники трьох існуючих партій, які взяли зброю у руки 30 березня 1886 року.  У Буенос-Айресі була створена "революційна хунта" з представниками трьох партій.  Від Колорадо діють Лоренцо Батле, діюча Біла партія з Хуаном Хосе де Еррерой і конституційна партія Мартіна Агірре.  Також брав участь Гонсало Рамірес і полковник Гауденсіо, політичний начальник Монтевідео під час уряду Педро Варели.  Між 30 та 31 березня відбувся бій, де революціонери були розгромлені урядовими силами, вірними Сантосу під Махімо Тахесом .  Революціонери зазнали 200 смертей і більше 600 ув'язнених.  Це повстання відоме як революція Кебрачо. 
За наказом Сантоса і, незважаючи на звинувачення, Тахес помилував ув'язнених і поранених, чоловіків трьох партій, до складу яких входила видатна група осіб, призначених, з часом, зайняти президентство  Хосе Батльє і Ордоньєса і Хуана Кампільстегі. 

### Кабінет Міністрів
| Міністерство                     | Ім'я                         | Період      |
| -------------------------------- | ---------------------------- | ----------- |
| Уряд                             | Хосе Ладіслао Терра          | 1882        |
| Уряд                             | Карлос де Кастро             | 1882 - 1885 |
| Уряд                             | Луїс Едуардо Перес           | 1885 - 1886 |
| Уряд                             | Хосе Педро Рамірес           | 1886        |
| Міжнародні відносини             | Мануель Еррера і Обес        | 1882 - 1886 |
| Міжнародні відносини             | Хуан Карлос Бланко Фернандес | 1886        |
| Казначейство                     | Хуан Ліндольфо Куестас       | 1882        |
| Казначейство                     | Хосе Ладіслао Терра          | 1882 - 1886 |
| Казначейство                     | Антоніо Марія Маркес         | 1886        |
| Війна і флот                     | Хосе Марія Вілаза            | 1882        |
| Війна і флот                     | Максимальна кількість таесів | 1882 - 1886 |
| Правосуддя, культ та громадкість | Хуан Ліндольфо Куестас       | 1884 - 1886 |
| Правосуддя, культ та громадкість | Lindoro Forteza              | 1886        |
| Правосуддя, культ та громадкість | Ауреліано Родрігес Ларрета   | 1886        |

### Останні роки
17 серпня 1886 року Сантос відправився в театр Cibils, щоб побачити виставу опери "Джоконда " Амількаре Пончіеллі, яку виконувала  італійська дива Ева Тетразіні.  Шоу почалося о 20:30.  Приблизно в 21 рік, коли перший акт був у повному розвитку, Максімо Сантос, одягнений у повне плаття, вийшов з вагона і увійшов до кімнати з дочкою Тересітою.  Коли він повернув своє обличчя праворуч, щоб привітати свого друга Туліо Фрейре (творець, серед іншого, президентського гурту), з іншого боку підійшов молодий лейтенант Грегоріо Ортіс і розстріляв його в обличчя в глухий кут.  Серйозно поранений, але живий, Сантос поклав руки до обличчя і похитався, в той час як нападаючий втік по вулиці Ітузаінго у бік вулиці Піедрас.  Один з персональних охоронців президента пішов у гонитві за ним, але він натрапив на саблю і впав на землю.  Автор нападу повернув Піедрас у бік Калле Трейнта-і-Трес, переслідуваної лейтенантом Гардом та іншими охоронцями; в один момент він зупинився на мить і обстріляв своїх переслідувачів, не потрапивши однак в ціль.  Коли він дійшов до Калле Трінта і Трес, і коли він не побачив коня, який повинен був чекати його, щоб полегшити його втечу, він достав револьвер, який він носив на своєму тілі, і покінчив життя самогубством. 
Сантос назвав "Кабінет примирення", без успіху.  Ослаблений, деморалізований, і вже дуже хворий, 18 листопада 1886 року Сантос подав відставку перед парламентом, посилаючись на медичні причини.  Воно було прийнято негайно, і того ж дня генерал-лейтенант Махсімо Таєш був обраний президентом республіки, щоб закінчити термін «Відаль» (1886-1890).  Сантос, з іншого боку, приступив до Європи .  Коли він спробував повернутися в 1887 році, указ, підписаний його колишнім другом Таєшем, перешкодив йому висадитися і вигнати його під приводом, що його життя знаходиться в небезпеці.  Франциско Бауза і Хуан Зоррілья де Сан Мартин (які були противниками режиму Сантіста) підкреслили незаконність цього рішення, схваленого Парламентом, який позбавив права проживати на батьківщині, який не був звинувачений у злочинах і продовжував будучи сенатором Республіки.  Але це було марно.  Сантос помер у Буенос-Айресі 10 травня 1889 року в результаті розриву аневризми аорти, коли йому було 42 роки. 

## Особистість
Максімо Сантос любив гарне життя і захоплюючу розкіш, які були характерні для його уряду.  Такою була його любов до пишноти, яку він створив для себе звання капітана-генерала , звично почесного звання, схожого на захисника або п'ятизіркового генерала .  Він зібрав важливу долю, як і інші правителі того часу, і мав кілька соціальних і культурних завоювань. 
Його мандат виділяється піднесенням фігури Артигаса до національного героя, розширенню Варельської Реформації , розвитку порту Монтевідео, створенням університету Республіки, початком поділу Церкви і держави. Законом про монастирі та створенням Цивільного реєстру повернення військових трофеїв до Парагваю (так, що один з головних проспектів Асунсьона називається Грал.  Máximo Santos), фехтування полів і створення сильної мережі батальйонів в інтер'єрі, що дозволило розвиток сільського господарства, серед інших досягнень. 
Його головним опонентом був Хосе Батльє-і-Ордоньєс , який через газету «Ель Діа» відповідав за наполегливе висвітлення всіх негативних аспектів Сантоса (під час його термінів і після нього). 